# Ahmad al-Jaber al-Sabah
Cheikh Ahmad Al-Jaber Al-Sabah (en arabe : الشيخ أحمد الجابر الصباح) est le dixième souverain du cheikhat du Koweït du 29 mars 1921 jusqu'à sa mort le 29 janvier 1950. Il est le plus long souverain régnant du Koweït ayant régné pendant 28 ans et 305 jours.

## Biographie
Ahmad est le fils de Jaber II Al-Sabah, qui est le huitième souverain du cheikhtat du Koweït entre 1915 et 1917. Il succède à son oncle Salem Al-Sabah, neuvième souverain du cheikhat du Koweït, en février 1921.
Ahmad est le chef de la cavalerie, fondateur de l'armée du Koweït et de la Direction de la Force de sécurité publique,. Ahmad confie sa cavalerie et son infanterie de défense au cheikh Ali Salem Al-Mubarak Al-Sabah au début des années 1920, et transfère le commandement de la cavalerie et de l'infanterie de défense au cheikh Abdullah Jaber Al-Abdullah II Al-Sabah,,, à la suite de la bataille d'Al-Regeai en 1928.
En 1936, les autorités palestiniennes demandent une aide financière à Ahmad Al Jaber, mais celui-ci refuse en raison des relations conventionnelles qui ne permettent pas de traiter avec des pays autres que le Royaume-Uni. En raison de cette situation, la royauté koweïtienne et d'autres personnalités de premier plan ne peuvent pas apporter une aide financière aux Palestiniens. Indépendamment de ces ordres, beaucoup les défient et en juillet 1936, 200 dinars irakiens sont collectés pour être envoyés en Palestine. Plus-tard cette année-là, en octobre 1936, les principales familles de commerçants du Koweït forment un comité de sept personnes pour aider les Palestiniens et appellent à une réunion publique. L'objectif est de sensibiliser l'opinion à la grève en cours en Palestine et de recueillir des fonds. Al-Sabah, incapable d'arrêter la grève, mène discrètement un voyage de chasse.
Durant la dernière période de son règne, il est ministre des Finances de 1940 à 1950. Il décède le 29 janvier 1950 au palais Dasman, à Koweït.

## Vie privée
Ahmad s'est marié plusieurs fois. Parmi les enfants notables :
- Mohammed Al-Ahmad Al-Jaber Al-Sabah (1909-1975) ;
- Jaber al-Ahmad al-Sabah (1926-2006) ;
- Sabah al-Ahmad al-Jaber al-Sabah (1929-2020) ;
- Nawaf al-Ahmad al-Jaber al-Sabah (1937-2023) ;
- Mechaal al-Ahmad al-Jaber al-Sabah (né en 1940) ;
- Fahad Al-Ahmed Al-Jaber Al-Sabah (1945-1990) ;
- Fariha Al-Ahmad (1944-2018).